# Вербицкий, Владимир Игоревич
Влади́мир И́горевич Верби́цкий (24 октября 1943, Ленинград) — советский, российский и австралийский дирижёр. Народный артист Российской Федерации (1995).

## Биография
Окончил с отличием Хоровое училище имени М. И. Глинки при Ленинградской академической капелле (1961), затем Ленинградскую консерваторию (1966) по факультетам фортепиано, хорового и оперно-симфонического дирижирования, а в 1975 году — исполнительскую аспирантуру консерватории.
Преподаватель хорового дирижирования Ленинградского государственного института культуры (1967—1972).
В 1972 году возглавил симфонический оркестр Воронежской филармонии, одновременно в 1978-82 годах был приглашённым дирижёром Государственного оркестра СССР под руководством Евгения Светланова. В 1982—1984 гг. Вербицкий был главным дирижёром Словацкого филармонического оркестра. В 1986 г. в ходе первых гастролей Государственного оркестра СССР в Австралии и Новой Зеландии Вербицкий добился такого успеха, что получил целый ряд приглашений от австралийских оркестров; в 1987—1988 гг. он работал с Мельбурнским симфоническим оркестром, в 1987—1997 гг. был приглашённым дирижёром Оркестра Западной Австралии, а в 1997 году этот оркестр присвоил Вербицкому звание дирижёра-лауреата.
Среди множества произведений, в разное время и с разными оркестрами исполненных Владимиром Вербицким, критика выделяла сочинения Чайковского, Шостаковича, Сибелиуса, Рихарда Штрауса, Бартока, Респиги.

## Семья
Сын Вербицкий Игорь Владимирович (род. 7 февраля 1966, Ленинград), дирижёр, педагог.
Окончил хоровое училище при Ленинградской академической капелле имени Глинки (1984), дирижёрско-хоровое (1989, класс профессора Е.П. Кудрявцевой), оперно-симфонического дирижирования (1995, класс профессора Р.Э. Мартынова) факультеты Ленинградской/Петербургской консерватории. В 1991-1992 годах стажировался в Высшей музыкальной школе (Франкфурт-на-Майне, Германия). С 1992 года является дирижёром Воронежского симфонического оркестра, с которым гастролировал по стране (Тамбов, Липецк, Ижевск и другие города) и в Германии (1995, Берлин, Дрезден). Одновременно дирижёр в Петербургском театре музыкальной комедии (с 1996 года), преподаватель и дирижёр Оперной студии Петербургской консерватории (1997-2002). Выступал с оркестрами Москвы, Санкт-Петербурга, Нижнего Новгорода, Волгограда, Ялты, Кисловодска.

## Награды и звания
- Орден «За заслуги в культуре и искусстве» (11 февраля 2023) — за вклад в развитие отечественной культуры и искусства, многолетнюю плодотворную деятельность[1]
- Орден «Знак Почёта» (1975)[2]
- Знак отличия «За заслуги перед Воронежской областью» (9 октября 2018) — за многолетнюю плодотворную творческую деятельность, большой личный вклад в развитие музыкального искусства и в связи с 75-летием со дня рождения
- Медаль ордена «За заслуги перед Отечеством» II степени (14 июля 2004) — за многолетнюю плодотворную деятельность в области культуры и искусства[3]
- Народный артист Российской Федерации (25 апреля 1995) — за большие заслуги в области искусства[4]
- Заслуженный деятель искусств РСФСР (7 мая 1979)